# Amram ben Diwan
Amram Ben Diwan (mort en 1782, Ouazzane, Maroc) est un rabbin du XVIIIe siècle vénéré par ses coreligionnaires et dont le tombeau est devenu un site de pèlerinage annuel,,.

## Biographie
Né à Jérusalem, il déménage rapidement à Hébron en 1743 et est envoyé au Maroc afin de recueillir des dons de la part de la  communauté juive pour la Terre Sainte. Il prend résidence à Ouazzane où il a enseigné le Talmud et a eu de nombreux disciples. Après dix années passées au Maroc, Rabbi Amram est retourné à Hébron et, selon la légende, est entré dans le Caveau des Patriarches alors interdit aux Juifs, déguisé en musulman. Reconnu, il est signalé au Pacha ottoman qui ordonne son arrestation.
Il est contraint de fuir et de retourner au Maroc, où il est accueilli par la communauté juive de Fès. Il est crédité de nombreux miracles de guérison et a eu au moins un fils, le rabbin Haïm ben Diwan. Lors d'une tournée Maroc avec son fils, il tomba malade et mourut dans Ouazzane en 1782.
Son lieu de sépulture à Ouazzane qui est devenu un lieu de pèlerinage et est régulièrement visité, en particulier par les personnes qui l'invoquent pour guérir leur maladie.